# 傑佛遜縣 (愛達荷州)
傑佛遜縣（英語：Jefferson County）是位於美国愛達荷州東部的一個縣。面積2,863平方公里。根据2000年美国人口调查局统计，共有人口19,155人。县治里奇比。
成立於1913年2月18日，縣名是紀念美國第三任總統托马斯·杰斐逊。